# Bitwa pod Pydną
Bitwa pod Pydną – starcie zbrojne, które miało miejsce 22 czerwca 168 p.n.e. pomiędzy armią rzymską pod wodzą Emiliusza Paulusa a Macedończykami króla Perseusza.
Podstawową formacją armii macedońskiej była falanga, tworzona przez uzbrojonych w długie, kilkumetrowe włócznie (sarisy), miecze i niewielkie tarcze żołnierzy, walczących w zwartym, ciasnym szyku. Ich atakujące frontalnie oddziały uchodziły za niepokonane w świecie hellenistycznym.
Podstawą wojskowej siły Rzymian były doskonale zorganizowane, złożone z licznych, dobrze współpracujących pododdziałów (centurii, manipułów) legiony. W przeciwieństwie do Macedończyków większość legionistów (principes i hastati) była ciężko uzbrojona w oszczepy (pilum) do miotania i krótkie miecze. Rzymianie nosili też większe od Macedończyków, owalne tarcze. Biedniejsi, lekko uzbrojeni żołnierze (velites) stanowili wsparcie podstawowych linii legionów, a ich zadaniem było prowokowanie wroga do walki (najczęściej przez ostrzał z broni dystansowej – proc). Żołnierze najstarsi (triarii) nie byli uzbrojeni w oszczepy, mieli za to dłuższe włócznie i walczyli w sposób podobny do greckiej falangi. Rzymscy dowódcy liczyli na większą manewrowość i dyscyplinę swoich podwładnych.
Emiliusz Paulus zmusił Macedończyków do walki w trudnym terenie. Na początku bitwy falanga macedońska uderzyła frontalnie na legiony, długie włócznie falangistów wbiły się w tarcze Rzymian i obydwie zwarte ze sobą armie stały się przez pewien czas niezdolne do manewru. Jednakże nierówności terenu oraz ostrzał z linii rzymskich spowodowały powstanie wyrw w zwartym szyku Macedończyków. Rzymianie wprowadzali w nie natychmiast swoje pododdziały, poszerzając je i "skracając dystans". W ten sposób falanga nie mogąc atakować długimi włóczniami, stała się bezbronna wobec Rzymian. 
W trakcie rzezi, jaka nastąpiła, Rzymianie zabili w ciągu godziny 20 tys. Macedończyków przy stosunkowo niewielkich stratach własnych (około 1 tys. legionistów). Wojska rzymskie odniosły zwycięstwo w bitwie, podobnie jak w całej wojnie, czego skutkiem było ostateczne podporządkowanie Macedonii Rzymowi.